# 幸州山城の戦い
幸州山城の戦い（こうしゅうさんじょうのたたかい）は、文禄・慶長の役において、1593年（文禄2年）2月12日に、朝鮮半島の漢城西方に位置する、幸州山城（現在の高陽市徳陽区幸州内洞）で行われた戦争。

## 背景
1592年（文禄元年）、豊臣秀吉の出兵により文禄の役が始まると、日本軍は緒戦で占領地を広げた。李氏朝鮮は宗主国の明を頼み、万暦帝は大軍を派遣して、同年末から明の反攻が始まった。1593年（文禄2年）1月8日、李如松は小西行長の守る平壌を奪還し、更に南下した李如松の率いる明軍は、26日からの碧蹄館の戦いで日本軍の迎撃を受けて打ち破られ、臨津江を渡って退却した。
一方、全羅道方面では権慄の率いる朝鮮軍が水原の禿城山城を拠点に守勢を布いていたが、明軍による平壌奪回と南進に呼応して、幸州山城へ進出した。権慄は約4000の兵力のうち、2300を直率して城に籠もる他、残りの約2000を宣居怡に指揮させて、城外の後巻として配置した。

## 地形
幸州山城は現在の大韓民国京畿道の中西部の高陽市に位置し、当時日本軍が占領していた漢城から約14kmであった。城は南側を漢江、東側を昌陵川に囲まれて独立した徳陽山（125m）にあり、北側と西側が緩斜面となっている。ここには元々城があったわけではなく、権慄の移動により、1ヶ月ほどの期間で要塞化が行われた。

## 攻城軍
碧蹄館の戦いで明軍を退けた日本諸将は協議を行った。先の碧蹄館の戦いでは積極的な迎撃策を唱え勝利した小早川隆景と立花宗茂は一転して城攻めを渋る中で、逆に籠城策を唱えていた石田・小西などが幸州山城攻略を提唱し、これらが主力となって攻撃することとり陣容は碧蹄館の戦いに参加しなかった大名を中心に、以下の通り編成された。
- （以下の兵力数は戦前の動員命令数、括弧内は同年3月20日に漢城所在の点呼数）
- 一番
  - 小西行長 7000人（6626人）
- 二番
  - 石田三成 2000人（1546人）
  - 大谷吉継 1200人（1505人）
  - 増田長盛 1000人（1629人）
  - 加藤光泰 1000人（1400人）
  - 前野長康 2000人（717人）
- 三番
  - 黒田長政 5000人（5269人）
- 四番
  - 宇喜多秀家 10000人（5352人）
- 五番（攻撃不参加）
  - 吉川広家 不詳、毛利輝元全軍で30000人（吉川・小早川で9552人）
- 六番
  - 毛利元康 不詳（不詳）
  - 吉見元頼 不詳（不詳）
  - 小早川秀包 1500人（不詳）
- 七番（攻撃不参加）
  - 小早川隆景 10000人（不詳）

渡辺刀水は、朝鮮側記録では日本軍は3団に分かれて交代で攻撃してきた、県監の申景禧は3万に過ぎずと報告、吉見家朝鮮日記には3万余とそれぞれ引用をした後に、日本側は1万以下の兵力を動員したと推測している。

## 攻城
1593年（文禄2年）2月11日、権慄が漢城方面へ偵察に出した部隊が日本軍と遭遇して、89人を失った。
翌12日、西北の緩斜面から攻撃をする日本軍は、吉川広家、毛利元康、戸川達安の三隊が城柵を突破したが、朝鮮軍は高所からの火砲（火車）、弓矢、投石で対抗した。日本軍は更に火攻めを加えて、出城を奪い、朝鮮兵は本城まで退却して抵抗した。城攻めは午前6時頃から午後4時頃まで行われ、日本側はこの日三度攻めて三度退いた。朝鮮軍では矢が欠乏しかかったが、忠清水使の丁傑が漢江伝いに船で補充した。また全羅道よりの船が40隻あまり進出して、漢江より牽制を行った。吉見元頼の配下では明石輿右衛門・中屋善四郎・戸崎彦衛門が討ち死にしている。日本側の攻撃は三度目で終わった。
韓国では、日本軍の戦死者数が5000～10000人とする主張があるが、日本や韓国の史料にそのような記述は無い。また、日本戦史・朝鮮役によるこの戦いで大将の宇喜多秀家、吉川広家、石田三成、前野長康らが負傷し、吉川隊は死傷百六十余、吉見元頼隊死傷四十余など、死傷甚多と記述している。。
都体察使の柳成龍は臨津江北岸の東坡にあり、12日の昼に幸州山城が攻撃されていることを知り、付近の朝鮮軍に増援を命じたが、援軍は動かなかった。また、増援命令を受けても救援に動かなかった部隊もあった。

## 戦闘後
12日の日本軍の攻勢を退けた権慄ではあったが、幸州山城を放棄して撤退、臨津江を渡って東坡の都元帥の金命元の指揮下に入った。この戦勝と自軍退却の報告は23日に朝鮮王の宣祖がいる義州に届いているため、戦闘直後に撤退が行われていると推測される。